# Four in the Morning
Four in the Morning is een Britse dramafilm uit 1965 onder regie van Anthony Simmons. Hij won met deze film het Gouden Zeil op het filmfestival van Locarno.

## Verhaal
De film schetst de parallelle verhalen van twee koppels met relatieproblemen. Er is een verband met een vrouw die verdronken is in een rivier.

## Rolverdeling
| Acteur        | Personage |
| ------------- | --------- |
| Ann Lynn      | Meisje    |
| Judi Dench    | Vrouw     |
| Norman Rodway | Man       |
| Brian Phelan  | Jongen    |
| Joe Melia     | Vriend    |